# Lajos Tichy
Lajos Tichy, né le 21 mars 1935 et mort le 6 janvier 1999, est un footballeur international hongrois, devenu entraineur.
Il est le 4e meilleur buteur de l'histoire de la sélection hongroise avec 51 buts en 72 sélections.

## Carrière

### Joueur du Budapest Honvéd
Lajos Tichy naît à Budapest et commence sa carrière professionnelle au Budapest Honvéd. Le 7 mars 1953, il joue le premier match de championnat de sa carrière, au sein d'une des meilleures équipes d'Europe qui aligne alors Gyula Grosics, Gyula Lóránt, József Bozsik, Ferenc Puskás, Sándor Kocsis et Zoltán Czibor. 
Tichy remporte avec le Honvéd les championnats hongrois 1949–1950, 1950, 1952, 1954 et 1955. Mais un an plus tard, la période faste de Honvéd connaît une fin abrupte. Lors d'une tournée européenne, les meilleurs joueurs du club restent en Occident pendant l'insurrection hongroise et sa répression. Le départ soudain des étoiles du club le plonge dans de graves problèmes financiers.

### Équipe nationale
De 1955 à 1971, Lajos Tichy honore 72 sélections pour la Hongrie, au cours desquelles il marque 51 buts. Le plus grand succès de sa carrière internationale est la troisième place au Championnat d'Europe en 1964.
Après la finale de la Coupe du monde 1954 perdue contre l'Allemagne de l'Ouest, l'équipe en or est disloquée à la suite de l'insurrection en 1956. La nouvelle sélection mêle des joueurs restants de l'équipe finaliste (József Bozsik, Gyula Grosics et Nándor Hidegkuti) et de nouveaux jeunes talents comme Flórián Albert, Ferenc Bene ou Lajos Tichy. Les Magyars se qualifient pour la Coupe du monde 1958 aux dépens de la Bulgarie et de la Norvège, concèdent le nul 1–1 au pays de Galles, perdent 1–2 contre le pays organisateur, gagnent 4–0 contre le Mexique et perdent le match d'appui 1–2 contre le pays de Galles. Lajos Tichy joue les quatre matchs de la phase finale et marque quatre buts.
Les Hongrois se qualifient pour la Coupe du monde 1962 aux dépens des Pays-Bas et de la République démocratique allemande. Au Chili, Gyula Grosics est l'unique rescapé de la finale de 1954. Les Hongrois s'imposent 2–1 contre l'Angleterre et balayent la Bulgarie par 6–1. Ils font ensuite match nul et vierge contre l'Argentine, avant d'être éliminés en quarts de finale par la Tchécoslovaquie 0–1. Lajos Tichy marque trois nouveaux buts en phase finale de la Coupe du monde (un face à l'Angleterre et deux contre la Bulgarie).
Pour la Coupe du monde en Angleterre en 1966, les Magyars se qualifient à nouveau sans problème. Là, ils atteignent les quarts de finale en sortant les champions en titre brésiliens. Le Portugal d'Eusébio les bat 1–3, mais les Magyars réagissent contre le Brésil et la Bulgarie sur le même score. En quart de finale à Sunderland, les Soviétiques les éliminent finalement. Lajos Tichy ne parvient pas à jouer un match dans cette Coupe du monde, en partie du fait de l'efficacité de son concurrent en attaque Ferenc Bene, qui marque une fois dans chacun des quatre matchs de la Coupe du monde.

### Entraîneur

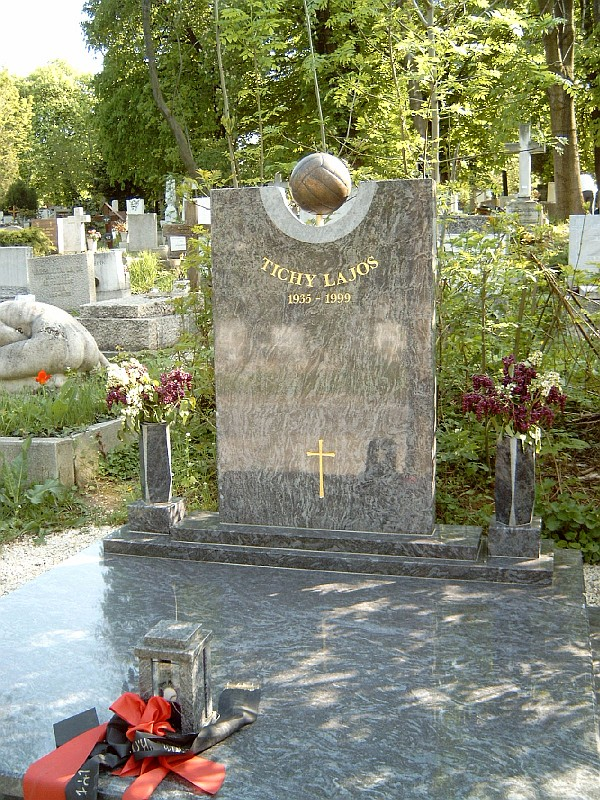
Tombe de Tichy à Budapest.

Reconverti comme formateur dans son club de toujours, le Honvéd, il prend la direction de l'équipe première de 1976 à 1982. Il  remporte en 1980 le premier titre de champion du club depuis 25 ans. Il ouvre ainsi la voie à une décennie de grand succès pour son club. 
Après une pige en Arabie saoudite, à l'Al-Shabab Riyad, il revient au Honvéd diriger la formation jusqu'à la fin des années 1980.
Il meurt en 1999, à 63 ans.

## Statistiques
| Statistiques en club | Statistiques en club | Statistiques en club   | Championnat | Championnat | Coupe            | Coupe            | Coupe de la Ligue | Coupe de la Ligue | Europe  | Europe | Total   | Total |
| Saison               | Club                 | Championnat            | Matches     | Buts        | Matches          | Buts             | Matches           | Buts              | Matches | Buts   | Matches | Buts  |
| Hongrie              | Hongrie              | Hongrie                | Championnat | Championnat | Coupe de Hongrie | Coupe de Hongrie | Coupe de la Ligue | Coupe de la Ligue | Europe  | Europe | Total   | Total |
| -------------------- | -------------------- | ---------------------- | ----------- | ----------- | ---------------- | ---------------- | ----------------- | ----------------- | ------- | ------ | ------- | ----- |
| 1956                 | Budapest Honvéd      | Championnat de Hongrie | 15          | 12          |                  |                  |                   |                   |         |        |         |       |
| 1957                 | Budapest Honvéd      | Championnat de Hongrie | 0           | 0           |                  |                  |                   |                   |         |        |         |       |
| 1957–1958            | Budapest Honvéd      | Championnat de Hongrie | 0           | 0           |                  |                  |                   |                   |         |        |         |       |
| 1958–1959            | Budapest Honvéd      | Championnat de Hongrie | 22          | 15          |                  |                  |                   |                   |         |        |         |       |
| 1959–1960            | Budapest Honvéd      | Championnat de Hongrie | 25          | 26          |                  |                  |                   |                   |         |        |         |       |
| 1960–1961            | Budapest Honvéd      | Championnat de Hongrie | 25          | 21          |                  |                  |                   |                   |         |        |         |       |
| 1961–1962            | Budapest Honvéd      | Championnat de Hongrie | 23          | 23          |                  |                  |                   |                   |         |        |         |       |
| 1962–1963            | Budapest Honvéd      | Championnat de Hongrie | 20          | 20          |                  |                  |                   |                   |         |        |         |       |
| 1963                 | Budapest Honvéd      | Championnat de Hongrie | 12          | 13          |                  |                  |                   |                   |         |        |         |       |
| 1964                 | Budapest Honvéd      | Championnat de Hongrie | 25          | 28          |                  |                  |                   |                   |         |        |         |       |
| 1965                 | Budapest Honvéd      | Championnat de Hongrie | 20          | 20          |                  |                  |                   |                   |         |        |         |       |
| 1966                 | Budapest Honvéd      | Championnat de Hongrie | 15          | 8           |                  |                  |                   |                   |         |        |         |       |
| 1967                 | Budapest Honvéd      | Championnat de Hongrie | 12          | 7           |                  |                  |                   |                   |         |        |         |       |
| 1968                 | Budapest Honvéd      | Championnat de Hongrie | 7           | 0           |                  |                  |                   |                   |         |        |         |       |
| 1969                 | Budapest Honvéd      | Championnat de Hongrie | 16          | 3           |                  |                  |                   |                   |         |        |         |       |
| 1970                 | Budapest Honvéd      | Championnat de Hongrie | 0           | 0           |                  |                  |                   |                   |         |        |         |       |
| 1970–1971            | Budapest Honvéd      | Championnat de Hongrie | 21          | 11          |                  |                  |                   |                   |         |        |         |       |
| Total                | Total                | Total                  | 258         | 207         |                  |                  |                   |                   |         |        |         |       |

## Palmarès
Joueur
- Champion de Hongrie en 1949–1950, 1950, 1952, 1954 et 1955.

Entraineur
- Champion de Hongrie en 1979–1980.